# Джагфар Тарихы
«Джагфар Тарихы» («История Джагфара») — фальсифицированный или вымышленный исторический источник, введённый в оборот как свод булгарских летописей в 1990-е годы учителем истории, активным участником булгаристского клуба «Булгар-аль-Джадид» Ф. Г.-Х. Нурутдиновым. Вся предыстория текста известна только с его слов. Текст существует только на русском языке как «перевод с утраченного оригинала» в виде списков, сделанных Нурутдиновым. О наличии оригинальных текстов исторических сведений нет. Историки оценивают свод как современную подделку. Имя изготовителя неизвестно.

## Происхождение и обретение текста
Согласно описанию Ф. Нурутдинова, летописный свод «Джагфар Тарихы» был создан по приказу сеида Джагфара секретарем его канцелярии Бахши Иманом в 1680 году. В свод были включены летописи: «Гази-Барадж тарихы» (1229—1246 годы) Гази-Бараджа, «Праведный путь, или Благочестивые деяния булгарских шейхов» (1483 год) Мохаммед-Амина, «Казан тарихы» (1229—1246 годы) Мохаммёдьяра Ву-Юргана, «Шейх-Гали китабы» (1605 год) Иш-Мохаммеда и многие другие.
История обретения «Джагфар Тарихы» постепенно дополнялась новой информацией.
Предваряя первый том «Джагфар Тарихы», Ф. Нурутдинов пишет, что список этого свода, написанный в XIX веке на «булгарском тюрки», попадает к жившему в Петропавловске Ибрагиму Мохаммед-Каримовичу Нигматуллину (1916—1941), дяде Ф. Нурутдинова. О том, каким образом и когда этот список попадает в Петропавловск, Нурутдинов делает лишь предположения, а также сообщает, что ему неизвестно, у кого этот список был на хранении до того, как попал к И. Нигматуллину (в издании упоминается лишь один владелец списка в XIX веке — Пётр Карашев). В связи с тем, что «в конце 30-х годов шло тотальное уничтожение булгарских книг и рукописей на национальном булгаро-арабском шрифте», в 1939 году для спасения «Джагфар Тарихы», «Шан кызы дастаны» и «Барадж дастаны» Нигматуллин «изложил» тексты их списков на русском языке. Вскоре по подозрению в хранении арабских рукописей его арестовывают и список свода, вероятно, находят и уничтожают, оставив тетради с переписанным переводом на русский язык. После изъятия летописей Нигматулина отпускают, но судьба списка «Джагфар тарихы» с той поры остаётся неизвестной.
В 1966 году рукописи И. Нигматуллина с русским переводом текста передаются его матерью своему внуку — Ф. Нурутдинову. Через десять лет, в 1976, после её смерти, Нурутдинов забирает архив в Казань. В начале 1980-х годов Нурутдинов предпринимает попытку обращения в АН СССР с просьбой выделить финансовые средства на публикацию рукописей, но получает отказ. Вскоре после этого неизвестные похищают весь архив Нигматуллина и часть выписок, сделанных Нурутдиновым. Оставшиеся выписки содержат половину изложения текста свода и бо́льшую часть изложения текстов «Шан кызы дастаны» и «Барадж дастаны». В 1993 году Нурутдинов публикует свои оставшиеся выписки из тетрадей Нигматуллина.
В последующем история обретения «Джагфар тарихы» была несколько дополнена. В третьем томе, изданном в 1997 году, Нурутдинов связывает обретение «Джагфар Тарихи» и других источников с ваисовским движением. Он высказывает предположения, что список мог находиться в библиотеке казанской общины ваисовцев, спасается ими при погроме этой библиотеки в 1884 году, и далее с кем-либо из ссыльных деятелей ваисовского движения (Нурутдинов здесь указывает, что его прадед по материнской линии, Байрам-Гали Нигматуллин, был ваисовцем) попадает в Петропавловск. Далее история обретения не отличается от предыдущей, однако сообщается, что ещё в 1989—1990 годах тексты были предоставлены в распоряжение учёных и деятелей культуры.
Дополнения продолжились и далее. Так, в одной из публикаций 2005 года появляется информация о переводчиках текста на русский язык. Сообщается, что, согласно семейному преданию Нурутдиновых, в 1920-х годах «некто Сайфуллин, из ваисовцев, организовал в Петропавловске перевод булгарских летописей на русский язык». Среди переводчиков указываются ваисовцы Ахмад Гадельшин, Хади Валиев, Наби Газизов, Хабибрахман Мифтахутдинов из Агрыза, Масгут Шафиков из Оренбурга, Мохаммет-Карим Нигматуллин и два преподавателя русского языка гимназии Петропавловска — Садовский и Овчинников. Ибрагим Нигматуллин же переписал сделанные этой группой переводы в свои тетради. Расширилось и количество имеющихся текстов переводов булгарских летописей — упоминается «Нариман тарихы».
В 2009 году, с началом публикации этих переводов, история их обретения в очередной раз пополняется новой информацией. Если ранее, во введении к «Джагфар тарихы», сообщалось, что неизвестно, у кого этот список был на хранении, то теперь появляется один из хранителей. Им становится упоминавшийся ранее в числе переводчиков Мохаммед-Карим Нигматуллин, отец И. Нигматуллина, являвшийся, как пишет Ф. Нурутдинов, членом нелегальной Булгарской социалистической ваисовской партии, действовавшей в СССР с 1922 по 1941 годы, спасшей от уничтожения «Джагфар тарихы» и другие источники, например, «Нариман тарихы» и «Чулман толгау».
В изданной в 2010 году «Болгар Тарихы» Нурутдинов предлагает историю обретения текстов, которая развивает предыдущие, но в то же время имеет и существенные отличия. Сообщается, что рукописи были найдены лично Багаутдином Ваисовым, хранились в библиотеке Булгарской духовной академии и при погроме этой библиотеки в 1884 году погибли. Уцелели лишь переписанные студентами ваисовского медресе «Булгария» и именно они под руководством Сайфуллина в 1887 году перевезены в Петропавловск. «Некто Сайфуллин» становится Тахиром Сайфуллиным, главным ваисовским курьером, комендантом одного из районов Казани в начале 1918 года, руководителем Вилочного восстания в феврале-марте 1920 года. Более подробно рассказывается об организации работы над переводом. Работа велась нелегально в течение десяти лет. Ваисовцы делали подстрочный перевод списков рукописей, а преподаватели гимназии преобразовывали этот подстрочный перевод в литературный текст на русском языке. Существенно изменилось описание введения текстов в оборот. Сообщается, что якобы уже в 1978 году большая группа учёных из СССР, Болгарии и Турции начала проводить экспертизу текстов. В этом же году началось распространение нелегальных списков «Джагфар тарихы», «Шан кызы дастаны» и «Барадж дастаны».

## «Джагфар тарихы» и дата основания Симбирска
В 2010 году Н. Казаков, председатель Ульяновского отделения Союза чувашских краеведов, обратился к мэру Ульяновска и губернатору Ульяновской области с просьбой пересмотреть дату основания города на основании сведений, сообщаемых в «Джагфар тарихы». Обращение было передано в краеведческий музей для изучения проблемы. На совещании экспертов было принято решение обратиться к столичным академическим институтам за заключением о том, можно ли опираться на данные, содержащиеся в «Джагфар тарихы». На проведённом в феврале 2011 года очередном «круглом столе» было сообщено, что ответы специалистов, полученные на запрос, подтверждают, что «Джагфар тарихы» является подделкой и использовать её текст для датировки основания Симбирска нельзя.

## Предлагаемое содержание
Выдаётся за утраченный свод булгарских летописей XVII века (заявляется как перевод с утраченного оригинала). Содержит «летопись» «Гази-Барадж тарихы», в которой описывается политическая история булгар и связанных с ними тюркских кочевников со времени Великой Болгарии и до монгольского нашествия. Русь со столицей Башту (Киев) изображается булгарским владением, а русские князья носят сильно искажённые тюркские имена. Приводится полный династический ряд хазарских правителей с описанием деятельности каждого. Среди них: Хазар* — основатель тюркской державы в Центральной Азии, 15 каганов сер. VII — сер. X вв: Калга, Кабан, Айбат, Кук-Куян, Барджиль*, Булан*, Бен-Амин, Карак, Урус, Манас*, Исхак* по прозвищу Аксак Тимер, Бакчуар, Алан, Юсуф*, Угез-бек и 4 бека: Ильяс, Арслан, Маджар, Кубар. Каганами попеременно становились представители двух враждующих родов — белых хазар (династия Калги) и чёрных хазар (династия Кабана). Распространение иудаизма началось уже в VII веке и велось династией Калги, завершившись при Барджиле и его сыне Булане. Чёрные хазары остались язычниками и были почти все вырезаны Буланом в 805 году. С сер. IX века каганы стали марионетками в руках беков. Интересно, что фигура кагана Иосифа (Юсуфа) и здесь обрисована весьма подробно. Он характеризуется как коварный и трусливый. У него был брат-близнец по имени Алан, который придерживался мусульманской веры и пользовался благосклонностью бека. Однако новый бек посадил Алана в тюрьму, и возвёл на трон Юсуфа (925—943, 944). Рассказывается анекдот, как Юсуф проиграл в шахматы булгарскому царю буртасский город Мухтасар и принцессу Айсылу. В 943 к Итилю приплыла булгарская дружина, собиравшаяся в поход на Азербайджан, но её отказались пропустить, что спровоцировало городское восстание, в ходе которого бек был убит, а Алан освобождён, Юсуфу пришлось бежать. Вскоре он вернулся, сверг брата и процарствовал ещё год, а затем из-за вмешательства Саманидов был заменён новым каганом — Угез-беком. Этот каган был последним, при нём в 960-е гг. произошёл разгром Хазарии. Летопись приписывает его организацию булгарскому хану, а полководца русов называет Барысом.

## Гипотезы о подлинности документа

### Сторонники версии о подделке
Поскольку оригиналы летописей и их списки, выполненные в XIX веке, отсутствуют, а также неизвестно местонахождение оригинального перевода и изложения списков на русский язык, сделанных в 1920—1930-х годах, в настоящее время многие академические исследователи (Ю. Шамильоглу, О. Прицак, С. Цвиклински, В. Шнирельман, Д. Исхаков, И. Измайлов) признают данное сочинение подделкой 2-й половины XX века.
Мнение профессора-тюрколога Юлая Шамильоглу:

«После краткого анализа основных проблем представленного текста, вне всякого сомнения, можно сказать, что данная работа является вымышленным документом XX века, „изобретением традиции“. Полное опровержение его потребует комментария, равного по размеру оригиналу. Но я не могу даже представить себе, что кто-либо из историков или тюркологов потратит на это своё время. Тем не менее я нашёл занятной параллель между более ранними „булгарскими“ источниками XVIII—XIX веков и этой работой XX столетия».

### Сторонники подлинности
В поле зрения историографии текст был введён археологом доктором и. н. И. А. Барановым в 1997 году и с этих пор иногда упоминается в работах в контексте исторических гипотез.
Сторонники подлинности «Джагфар Тарихы»:
- Профессор Ю. К. Бегунов, который включил целый ряд сведений из «Джагфар Тарихы» (в редакции Ф. Г.-Х. Нурутдинова и Р. Ш. Шарипова) в подготовленный им пятитомный труд «История Руси»;[11]

Некоторые исследователи, не являющиеся специалистами-источниковедами, прежде всего З. А. Львова (старший научный сотрудник Эрмитажа), постулируют достоверность отдельных частей «Джагфар Тарихы» на основании совпадения их сведений с фактами, известными из достоверных летописных источников.